# Ейд Аллейн-Форт
Ейд Аллейн-Форт  (англ. Ade Alleyne-Forte, 11 жовтня 1988) — тринідадський легкоатлет, олімпійський медаліст.

## Виступи на Олімпіадах
| Олімпіада   | Дисципліна              | Місце |
| ----------- | ----------------------- | ----- |
| Лондон 2012 | естафета 4 x 400 метрів | 3     |